# Pauline Gauffier
Pauline Gauffier, née Châtillon, est une peintre française établie en Italie, née à Rome en 1772 et morte à Florence en 1801.

## Biographie
Née à Rome en 1772, de parents français établis dans cette ville, Pauline Châtillon fréquente à la fin du XVIIIe siècle les milieux artistiques gravitant autour de l'Académie de France à Rome. L'architecte Charles Percier fait d'elle cinq croquis; elle étudie la peinture auprès de Jean-Germain Drouais et de Louis Gauffier.
Elle épouse ce dernier à Rome en mars 1790. Le couple a deux enfants, dont la future peintre miniaturiste italienne Faustina Malfatti (1792-1837)
À la suite de manifestations antifrançaises à Rome, la famille Gauffier s'enfuit à Florence, où Pauline meurt en juillet 1801.

## Style et œuvre
Pauline Gauffier est l’élève de son mari et de Jean-Germain Drouais. Elle expose au Salon de 1798.

Quelques œuvres.
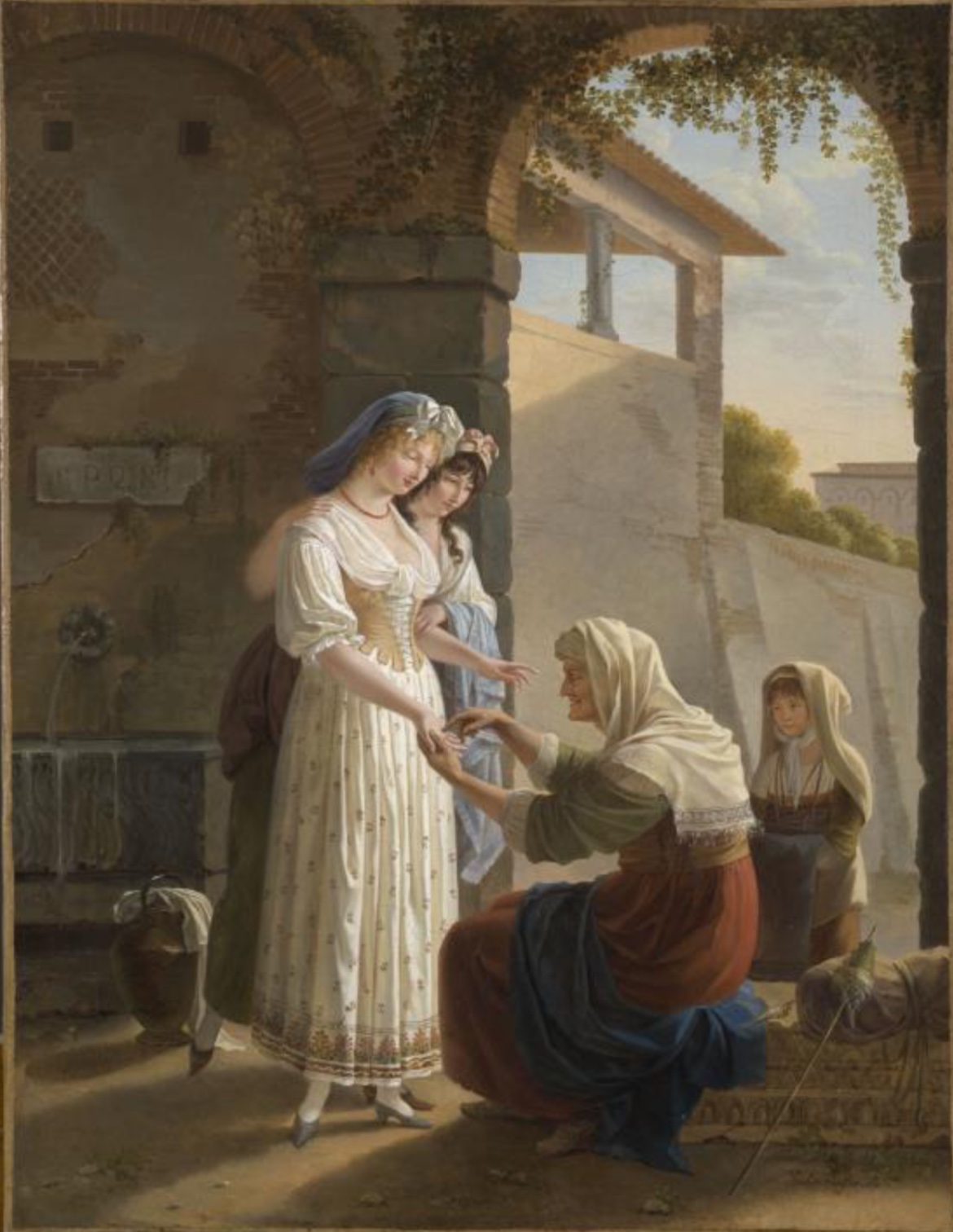
L’Horoscope tiré, vers 1798 (Dijon, musée Magnin).
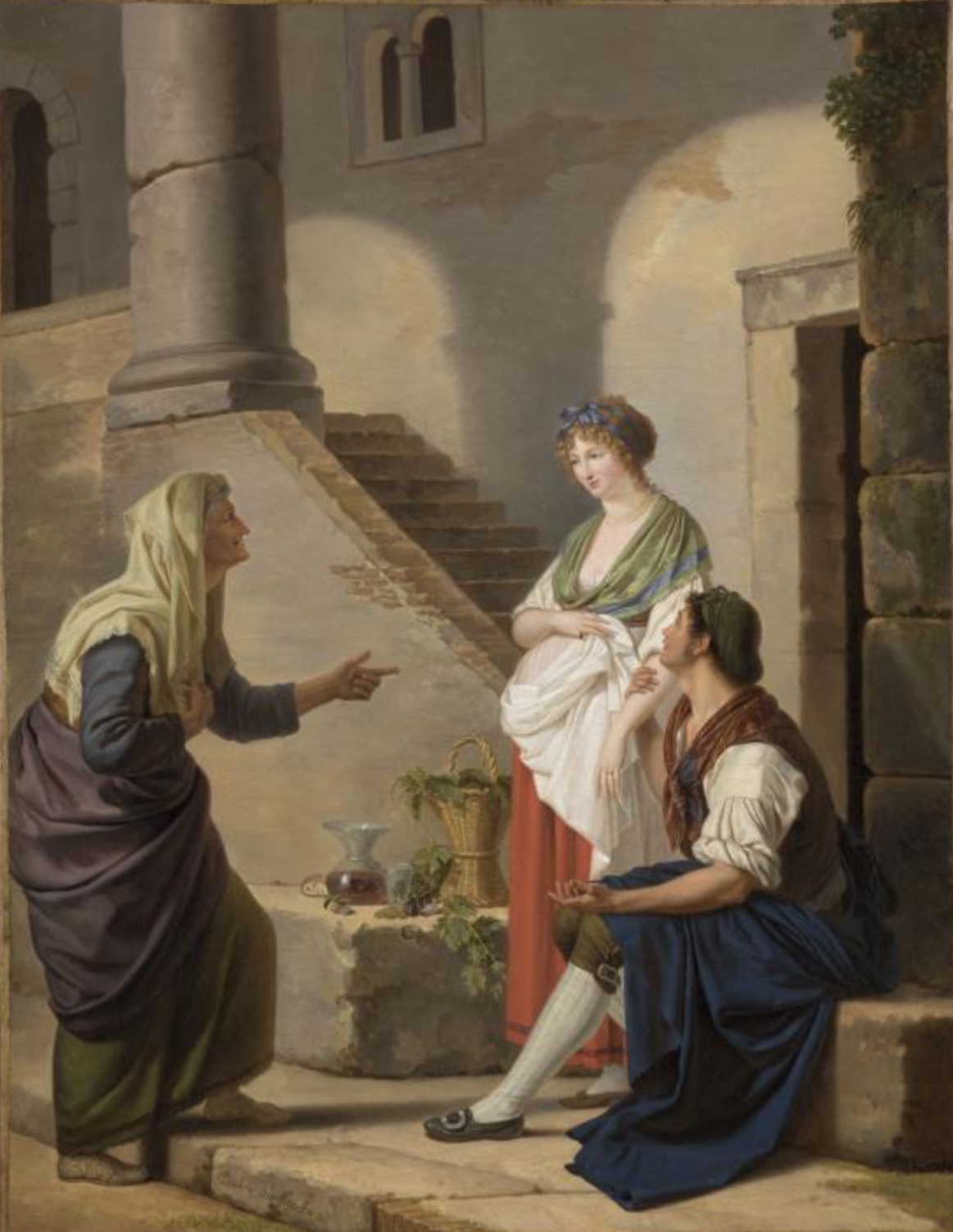
L’Horoscope réalisé, vers 1798 (Dijon, musée Magnin).
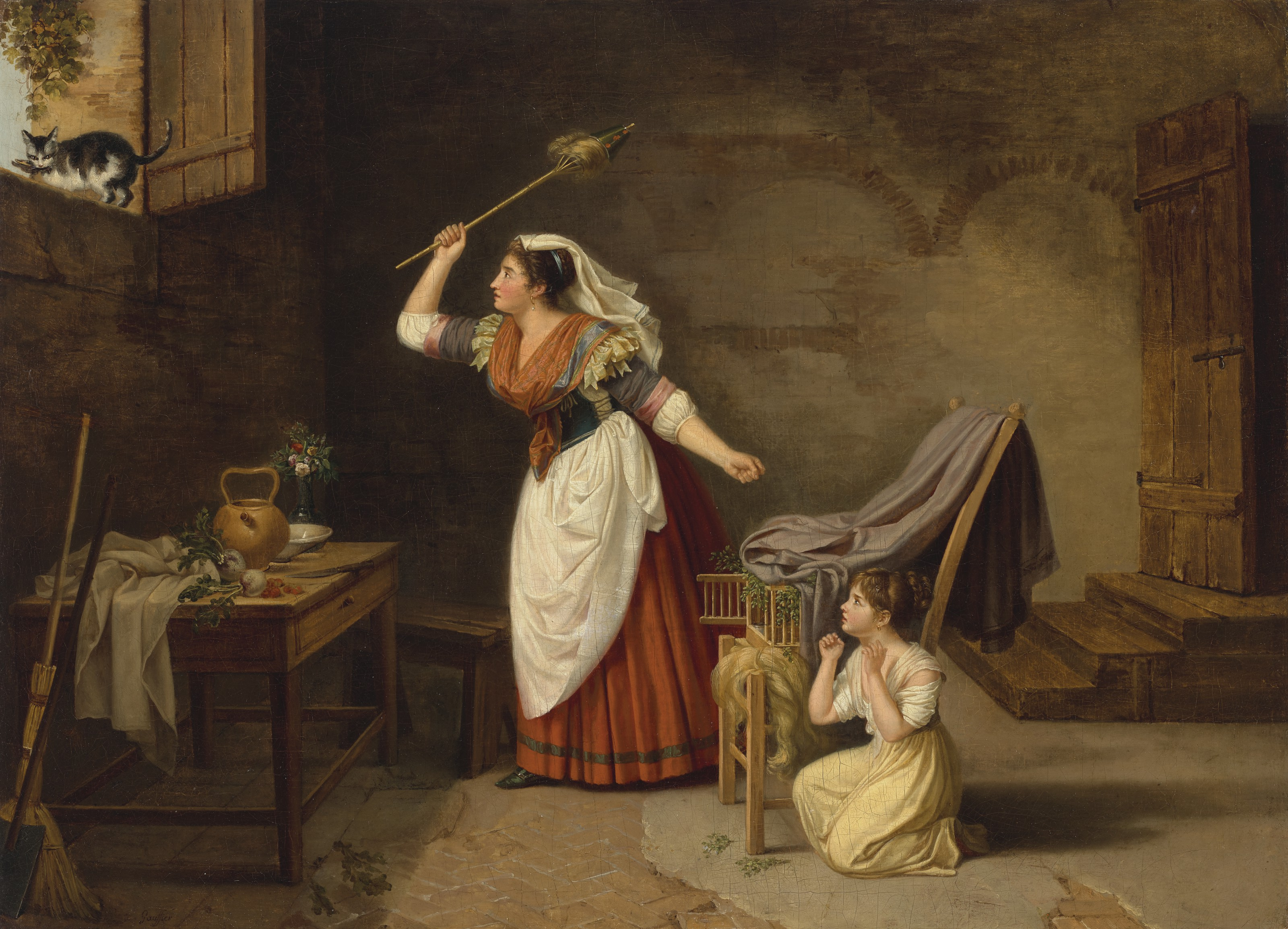
L’Oiseau volé, vers 1790-1800 (Montpellier, musée Fabre).